# 濱海大道 (深圳)

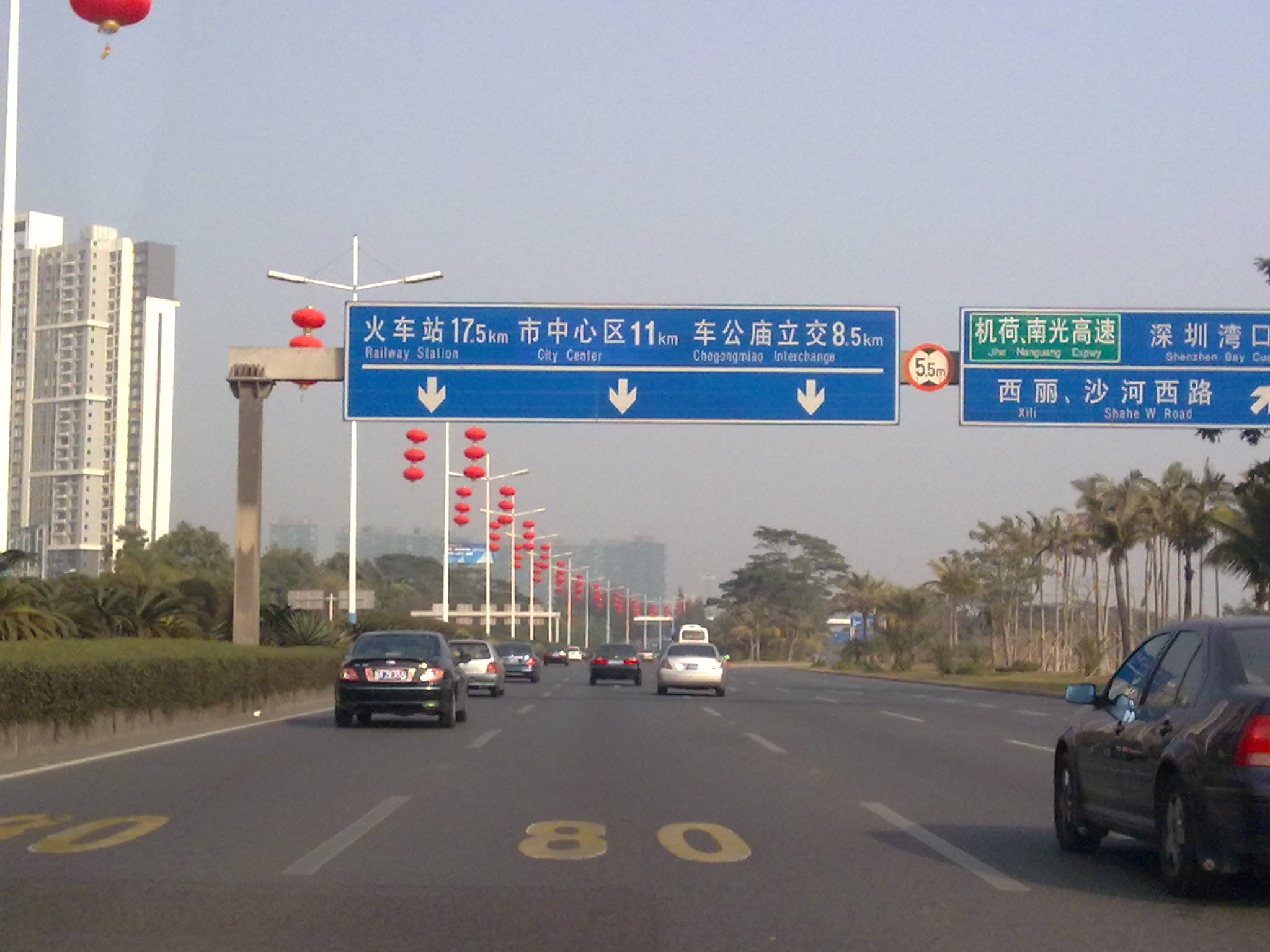
濱海大道

濱海大道是中華人民共和國廣東省深圳市的一條城市快速路，为双向8条主车道（部分路段双向十车道）外加双向4条辅道的市政道路。设计时速为每小时60—80公里。
濱海大道是广东省深圳市原特区內的三條主幹道之一“南环快速路”的组成部分（其余部分为滨河大道和春风路高架）。西接桂廟路，并经桂庙隧道延伸至前海滨海立交，东抵车公庙立交桥接往濱河大道和香蜜湖路，途经南山區和福田區，沿途经过红树林海滨公园、欢乐海岸等景点。
全程为 550省道的组成部分。

## 历史
20世纪80年代末，原深圳经济特区内只有深南路一条主干道，由于不堪重负，原深圳特区的对外交通十分拥挤。为了缓解原深圳特区东西向交通的拥挤，1991年10月，深圳通过了《深圳特区快速干道网总体规划方案》，其中与深南路平行的“南环路”、“北环路”起骨干作用，而“南环路”（即为现在的滨河大道、滨海大道、春风路高架）属客货混用干道。
1994年，滨海大道移山填海工程正式开工。滨海大道和海港路北段、桂庙路、滨河大道、春风路高架一并组成全长23.89公里的南环路。
1999年9月28日上午10时，滨海大道正式通车。
滨海大道自建成后近二十年时间里，其终点均在滨海南海立交，在此往西接桂庙路，但随着城市发展，尤其是前海片区确定为自贸区核心之后，经过桂庙路的过路车流大增，快速路网短板效应明显，因此滨海大道开始向西延伸，大致路线由滨海南海立交开始，经过桂庙隧道向西到前海，与前海地下道路连接，未来随妈湾跨海隧道继续向西进入宝安区。
2016年1月15日 桂庙路快速化工程（现今的桂庙隧道）开工
2017年 滨海大道西延的首个工程——跨月亮湾大道跨线桥开始施工。
2018年12月23日，滨海大道前海地下段随前海地下道路一起动工。
2020年12月31日，滨海大道跨月亮湾大道跨线桥通车，滨海大道前海段也初步通车，不过此时两段滨海大道并不直接连接，需经过桂庙路。
2021年7月9日，滨海大道前海地下段通车。
2022年2月16日，桂庙隧道东行隧道通车，两段滨海大道自此成为一条路。

## 交通

### 公共交通服务
途經濱海大道的地铁站有：
█9号线：深圳湾公园站
█11号线：南山站

### 交匯道路
- 桂廟路
- 南海大道
- 後海大道
- 白石路
- 後海濱路
- 科苑南路
- 沙河西路
- 沙河東路
- 深灣一路
- 深灣五路
- 僑城東路
- 紅樹林路
- 廣深高速公路
- 濱河大道
- 深南大道
- 白石路
- 福榮路

## 主要出入口及立交
| 地区                                                                                         | 里程 | 类型          | 名称           | 连接                                               | 说明                                                                  |
| -------------------------------------------------------------------------------------------- | ---- | ------------- | -------------- | -------------------------------------------------- | --------------------------------------------------------------------- |
| 深圳市南山區                                                                                 |      | 枢纽 · 出入口 | 前海滨海立交   | 前海地下道路、临海大道                             | 经前海地下道路至南坪快速路                                            |
| 深圳市南山區                                                                                 |      | 出入口        | 梦海大道跨线桥 | 梦海大道、听海大道                                 |                                                                       |
| 深圳市南山區                                                                                 |      | 出入口        | 滨海月亮湾立交 | 月亮湾大道、桂庙路                                 | 西向只进不出，东向只出不进                                            |
| 深圳市南山區                                                                                 |      | 隧道          | 桂庙隧道       | 桂庙隧道                                           | 东行由月亮湾立交入，滨海科苑立交出 西行由滨海南海立交入，月亮湾立交出 |
| 深圳市南山區                                                                                 |      | 枢纽 · 出入口 | 滨海南海立交   | 南海大道、桂庙路                                   |                                                                       |
| 深圳市南山區                                                                                 |      | 出入口        | 滨海白石立交   | 后海大道、白石路                                   | 騰訊濱海大廈、深圳大学后海校区                                        |
| 深圳市南山區                                                                                 |      | 出入口        | 滨海海滨立交   | 后海滨路                                           |                                                                       |
| 深圳市南山區                                                                                 |      | 出入口        | 滨海科苑立交   | 科苑南路                                           | 深圳科技园 深圳湾体育中心                                             |
| 深圳市南山區                                                                                 |      | 出入口        | 滨海沙河西立交 | 沙河西路                                           | 深港西部通道                                                          |
| 深圳市南山區                                                                                 |      | 出入口        | 滨海沙河东立交 | 沙河东路、深湾一路                                 | 深圳湾公园 欢乐海岸                                                   |
| 深圳市南山區                                                                                 |      | 出入口        | 滨海深湾立交   | 深湾五路                                           | 从此以东双向10车道                                                    |
| 深圳市福田區                                                                                 |      | 出入口        | 滨海侨城东立交 | 侨城东路                                           | 双向10车道 港大深圳医院                                               |
| 深圳市福田區                                                                                 |      | 出入口        | 红树林路出入口 | 红树林路                                           | 双向10车道 仅西向                                                     |
| 深圳市福田區                                                                                 |      | 枢纽 · 出入口 | 竹子林立交     | 广深高速公路、 滨河大道、 深南大道、白石路、福荣路 | 从此以西双向10车道                                                    |
| 1.000 英里 = 1.609 千米；1.000 千米 = 0.621 英里 并行路段 • 已关闭／取消 • 限制进入 • 未开放 |      |               |                |                                                    |                                                                       |

## 事故
2012年5月26日凌晨，一辆红色日产GTR跑车与一辆宝马汽车在滨河大道上飙车。GTR跑车在滨海大道由东往西行至侨城东路段，与同方向行驶的两辆出租车发生碰撞，造成其中一辆比亚迪电动出租车出现汽车起火，车内3人当场死亡。GTR车内一男三女也不同程度受伤。

## 未来发展

#### 深圳湾段下沉改造
为了配合深圳湾超级总部基地规划，提升整体通行能力，支撑超级总部基地高强度开发，解决大量超级总部基地进出交通需求，对滨海大道总部基地段进行下沉改造。改造工程西起沙河东路立交，东至滨海大道竹子林立交，跨南山、福田两区，是深圳市重点工程；改建道路中心线沿既有道路走行，全长5950米。其中主线下沉隧道暗埋段长1057米、敞开段503米；地面改造段长4390米。道路全线按主路双向8车道+辅路双向6车道进行改造。
其中，滨海大道总部基地下沉段将集城市道路、地下港湾式公交停靠站、城际线站点等综合交通设施与地下空间开发于一体。地下一层为隧道上部空腔开发层，与超级总部地下空间衔接。地下二层为北侧主辅道路、南侧主线道路以及北侧地下港湾式公交停靠站；地下三层为南侧辅道、南侧港湾式公交停靠站及穗莞深城际站的站厅层；四层为穗莞深城际站台层。下沉隧道段南北辅道分别于第二层和第三层在深湾支二街、深湾二路设两对进出匝道与超级总部地下空间环路衔接。